# Hrym
Na mitologia nórdica, Hrym (Nórdico Antigo "decrépito") é um jötunn e o capitão da barca Naglfar de acordo com o Gylfaginning (cap. 51). Durante o final do conflito do Ragnarök ele partirá de Jotunheim, transportando as legiões de Jötnar para o campo de batalha Vígríðr a fim de confrontar os deuses na batalha final.
Ainda no poema éddico Völuspá, é dito que o deus Loki é o capitão de Naglfar, mas Hrym é ainda descrito como chegando para o Ragnarök na stanza 50 como visto a seguir:
Do leste vem Hrym | com escudo erguido ao alto